# Як слониха впала з неба (фільм)
«Як слониха впала з неба» (англ. The Magician's Elephant) — американський анімаційний фантастичний пригодницький фільм 2023 року виробництва компанії Animal Logic, режисерки Венді Роджерс, сценариста Мартіна Гайнса та продюсерки Джулії Пістор. Участь в озвучці персонажів анімаційної адаптації однойменного роману Кейт ДіКамілло 2009 року брали: Ноа Джуп, Менді Патінкін, Наташа Деметріу, Бенедикт Вонґ, Міранда Річардсон та Аасіф Мандві. 17 березня 2023 року анімаційний фільм вийшов на стримінговому сервісі Netflix.

## Синопсис
Рішучий хлопець приймає виклик короля: виконати три неможливих завдання в обмін на чарівну слониху — та можливість піти за своєю долею.

## Акторський склад
- Ноа Джуп — Пітер
- Менді Патінкін — Вільна Лутц
- Браян Тайрі Генрі — Лео Матієнн
- Наташа Деметріу — знавиця долі, оповідачка[1]
- Сіан Кліффорд — Ґлорія Матієнн
- Бенедикт Вонґ — чарівник
- Міранда Річардсон — пані ЛаВон
- Кірбі Гавелл-Баптист — графиня
- Аасіф Мандві — король
- Піксі Дейвіс — Адель
- Даун Френч — сестра Мері